# خسرو ناقی
خسرو ناقی(زاده ۱۳۲۵ تهران) فرزند حبیب‌الله نماینده از حوزه انتخابیه کلیمیان در اولین دوره مجلس شورای اسلامی بود. او در اولین دوره انتخابات مجلس شورای اسلامی با کسب ۷۶٫۷۰ درصد آراء از کل آرای ماخوذه برابر با ۷٬۲۲۵ رای به مجلس راه یافت.